# Arctia insulata
Arctia insulata är en fjärilsart som beskrevs av Leo Schwingenschuss 1935. Arctia insulata ingår i släktet Arctia och familjen björnspinnare. Inga underarter finns listade i Catalogue of Life.